# Реч (часопис)
Реч је часопис  за књижевност и културу који је у септембру 1994. године, у издању Радија Б92, покренула смењена редакција Књижевне речи. Од 1999. (бр. 55) године почиње да излази у измењеном формату који поред старе садржи и нову нумерацију. Од  покретања нове серије промењен је поднаслов у „часопис за књижевност и културу, и друштвена питања “. 
У периоду од 1994. до 1999. изашла су укупно 54 броја. У том периоду часопис је излазио једном месечно и био је једина књижевна периодична публикација која је излазила без дана закашњења. Од 2003. године издавач часописа је „Фабрика књига“.

## Уређивање
Од покретања до 1999. године, главни и одговорни уредник био је Милован Марчетић, који је претходно уређивао Књижевну реч. Међу осталим уредницима који су били задужени за одређене књижевне области били су и Тихомир Брајовић, Саша Јеленковић, Дејан Илић, Радован Мирковић. Од 2000. године, када је часопис почео да излази као нова серија, послове главног и одговорног уредника обављао је Дејан Илић.
У каснијем периоду, часопис су уређивали и Брана Миладинов, Предраг Бребановић, Иван Радосављевић, Вуле Журић, Слободан Владушић. 

## Рубрике и прилози
Часопис је објављивао многобројне прозне и поетске прилоге (рубрика „Река речи“), књижевне преводе („Преводница“), књижевнотеоријске текстове („Мисао и реч“), књижевну критику („Реч критике“). У сваком броју су објављивани и прикази из ликовне и музичке уметности.
Посебну вредност часопису су давали темати који су обимом представљали уметнуте монографије. Посебно сачињеним избором текстова, темати су покривали одређене књижевнотеоријске теме или су доносили изборе из савремене позије или прозе. Како се наводи, у Речи је „било штампано око 3500 страна текста, илити више од 10 обимнијих књига годишње“.

## Сарадници
У Речи су објављивали најзначајнији прозни писци и песници средње и млађе генерације, међу којима су Давид Албахари, Јудита Шалго, Филип Давид, Милица Мићић Димовска, Светислав Басара, Радослав Петковић, Драган Великић, Мирјана Павловић, Васа Павковић, Михајло Пантић, Горан Петровић, Срђан Ваљаревић и др. 